# The Twilight Saga
The Twilight Saga é uma série de cinco filmes, dos gêneros fantasia e romance, lançados entre 2008 e 2012, pela Summit Entertainment, baseados nos quatro romances da série Twilight (2005-2008), da autora norte-americana Stephenie Meyer. 
Os filmes estrelam Kristen Stewart, Robert Pattinson e Taylor Lautner. A série arrecadou mais de US$ 3,3 bilhões em todo o mundo. O primeiro filme, Crepúsculo, foi lançado em 21 de novembro de 2008. O segundo, Lua Nova, seguiu em 20 de novembro de 2009, quebrando recordes de bilheteria, como a maior exibição à meia-noite, e dia de estreia, arrecadando cerca de 72.7 milhões dólares. O terceiro filme, Eclipse, foi lançado em 30 de junho de 2010, e foi o primeiro filme da série Twilight a ser lançado em IMAX.
A série estava em desenvolvimento desde 2004 na Paramount Pictures, período em que foi escrita uma adaptação cinematográfica de Crepúsculo, que diferia significativamente do romance. Três anos depois, a Summit Entertainment adquiriu os direitos do filme. 
Após Crepúsculo arrecadar US$ 35.7 milhões em seu dia de estréia, a Summit Entertainment anunciou que começariam a produção de Lua Nova; e que haviam adquirido os direitos dos romances remanescentes, no inicio daquele mesmo mês. Uma adaptação em duas partes do romance Amanhecer começou a ser filmada em novembro de 2010, com datas de lançamento em 18 de novembro de 2011 e 16 de novembro de 2012, respectivamente.

## Filmes

### Crepúsculo(2008)
Crepúsculo foi dirigido por Catherine Hardwicke, com roteiro escrito por Melissa Rosenberg. O filme gira em torno do relacionamento amoroso entre a adolescente humana Bella Swan (Kristen Stewart) e o vampiro Edward Cullen (Robert Pattinson), e os esforços de Edward e sua família para manter Bella a salvo de um grupo de vampiros hostis. Edward se recusa a conceder o pedido de Bella para que ele a transforme em vampira, para que eles possam ficar juntos para sempre; seu argumento é que ela deve ter uma vida humana normal.
O filme foi lançado nos cinemas em de 21 de novembro de 2008, arrecadando US$ 35.7 milhões no dia da estreia, e totalizando US$ 408.9 milhões em todo o mundo. O DVD foi lançado em 21 de março de 2009, e arrecadou mais de US$ 238 milhões em vendas. O Blu-ray foi lançado em 21 de março de 2009, em locais selecionados, e mundialmente em 5 de maio de 2009, arrecadando mais de US$ 26 milhões; totalizando assim mais de US$ 264 milhões em vendas de mídia.

### Lua Nova(2009)
Lua Nova foi dirigido por Chris Weitz, com roteiro escrito por Melissa Rosenberg. O filme mostra os Cullen deixando a cidade de Forks, e Bella Swan caindo em depressão profunda, até que ela desenvolve uma forte amizade com Jacob Black (Taylor Lautner). Ela descobre que Jacob se tornara um lobisomem. Jacob e sua tribo tentam proteger Bella da vampira Victoria e de um grupo de vampiros hostis. Edward concorda em transformar Bella em vampira se ela aceitar se casar com ele.
O filme foi lançado nos cinemas em 20 de novembro de 2009, e quebrou vários recordes. Atualmente ainda é o filme com 
maior pré-venda de ingressos no site de vendas online Fandango, e na época tornou-se a maior estreia à  meia-noite na história da bilheteria norte-americana (Estados Unidos e Canadá), arrecadando cerca de US$ 26,3 milhões. Este recorde foi quebrado pela sua seqüência, Eclipse, em junho de 2010, com o filme arrecadando US$ 72,7 milhões em seu dia de estreia na América do Norte, tornando-se assim a maior estreia na história daquela região. Lua Nova é o décimo terceiro filme de maior maior bilheteria em seu fim de semana de estreia na história da América do Norte, com US$142.839.137.

### Eclipse(2010)
Eclipse foi dirigido por David Slade, com roteiro escrito por Melissa Rosenberg. O filme foca na personagem humana Bella Swan, enquanto ela pondera as complicações de se casar com o vampiro Edward Cullen. Jacob Black e o resto dos lobos formam uma aliança temporária com os Cullens para combater Victoria e seu exército de vampiros recém-nascidos, a fim de manter Bella segura. Jacob, sem sucesso, tenta convencer Bella a se casar com ele, em vez de com Edward. Edward pede Bella em casamento e ela aceita.
O filme foi lançado nos cinemas em 30 de junho de 2010, sendo o primeiro da saga Twilight a ser lançado em IMAX. A produção estabeleceu um novo recorde como maior estreia à meia-noite nas bilheterias norte-americanas (Estados Unidos e Canadá), arrecadando cerca de US$ 30 milhões, em mais de 4.000 cinemas. O recordista anterior era o filme antecedente da série, Lua Nova, com US$ 26,3 milhões em 3.514 cinemas. O filme, em seguida, marcou a maior estreia de quarta-feira na América do Norte, com US$68,533,840, ultrapassando Transformers: Revenge of the Fallen, com US$ 62 milhões. Eclipse também se tornou o filme com o maior lançamento de todos os tempos, sendo exibido em mais de 4.416 cinemas.

### Amanhecer - Parte 1(2011)
Amanhecer - Parte 1 foi dirigido por Bill Condon, e a autora da série de romances Twilight (2005-2008), Stephenie Meyer, co-produziu o filme junto com Karen Rosenfelt e Wyck Godfrey, com Melissa Rosenberg escrevendo o roteiro. O enredo do livro foi dividido em dois filmes, o primeiro dos quais foi lançado em 18 de novembro de 2011. As filmagens de Amanhecer tiveram inicio em novembro de 2010.
O filme mostra Bella e Edward se casando, e a luta, e quase morte, de Bella por estar grávida de uma criança meio humana e meio vampira.

### Amanhecer - Parte 2(2012)
Amanhecer - Parte 2, assim como ocorreu com Amanhecer - Parte 1, foi dirigido por Bill Condon, e a autora da série de romances Twilight (2005-2008), Stephenie Meyer, co-produziu o filme junto com Karen Rosenfelt e Wyck Godfrey, com Melissa Rosenberg escrevendo o roteiro. O enredo do livro foi dividido em dois filmes, o primeiro, Amanhecer - Parte 1, foi lançado em 18 de novembro de 2011. O segundo, Amanhecer - Parte 2, foi lançado em 16 de novembro de 2012.
A segunda parte de Amanhecer mostra o clímax do relacionamento de Bella e Edward. Bella deve aprender, como uma vampira recém-transformada, a usar seus poderes especiais de proteção, bem como proteger sua filha, meio humana meio vampira, Renesmee. O filme mostra ainda a batalha final entre Os Cullen, juntamente com os vampiros do Clã Denali, e outros amigos vampiros, e ainda os lobos da Tribo Quileute, contra Os Volturi.

## Trilhas sonoras

### Crepúsculo
A trilha sonora do filme, Twilight: Original Motion Picture Soundtrack, foi escolhida pela supervisora musical do filme Alexandra Patsavas. O álbum foi lançado em 4 de novembro de 2008, pela gravadora de Patsavas, Chop Shop, em conjunto com a Atlantic Records. O álbum estreou em #1 na parada Billboard 200, tendo vendido cerca de 165.000 cópias em sua primeira semana de lançamento, 29% dos quais foram downloads digitais. Crepúsculo é a trilha sonora de filme mais vendida nos Estados Unidos desde Chicago (2002). 
A trilha sonora orquestrada, Twilight: The Score, foi composta e orquestrada por Carter Burwell durante um período de 9 a 10 semanas, e foi gravada e mixada em cerca de 2 semanas, no final de setembro de 2008. Burwell começou a trilha com um tema romântico para Bella e Edward, o qual viria a tornar-se a canção "Bella's Lullaby", que Robert Pattinson toca no filme, e que está inclusa em Crepúsculo: Trilha Sonora Original. O tema original é tocado em diversas partes o filme, e serve para "ilustrar o romance que impulsiona a história". Outro tema que Burwell compôs foi o "Tema do Predador", que abre o filme, e tem a intenção de ilustrar a natureza vampírica de Edward. Outros temas incluem um som de baixo, uma batida de bateria e som distorcido de guitarra, para os vampiros nômades, e uma melodia para a família Cullen. O álbum Crepúsculo: Trilha Sonora Original foi lançado digitalmente em 25 de novembro de 2008, e nas lojas físicas em 9 de dezembro daquele mesmo ano.

### Lua Nova
A trilha sonora do filme, The Twilight Saga: New Moon (Original Motion Picture Soundtrack), teve novamente Alexandra Patsavas como supervisora musical, enquanto a trilha sonora orquestrada, The Twilight Saga: New Moon (The Score) foi composta, como no primeiro filme da série, por Alexandre Desplat. O diretor do filme, Chris Weitz, já havia trabalhado anteriormente com Desplat, o qual compôs a trilha sonora de um de seus filmes, The Golden Compass (2007). The Twilight Saga: New Moon: Original Motion Picture Soundtrack foi lançada em 16 de outubro de 2009, pela gravadora de Patsavas, Chop Shop, em conjunto com a Atlantic Records. O álbum estreou em #2 na parada Billboard 200, posteriormente chegando ao #1, com 153.000 cópias vendidas. The Twilight Saga: New Moon (The Score) foi lançada em 24 de novembro de 2009.

### Eclipse
A trilha sonora do filme, The Twilight Saga: Eclipse: Original Motion Picture Soundtrack, teve novamente Alexandra Patsavas como supervisora musical. O álbum foi lançado em 8 de junho de 2010, pela gravadora de Patsavas, Chop Shop, em conjunto com a Atlantic Records. O primeiro single da trilha sonora, "Neutron Star Collision (Love Is Forever)", da banda britânica Muse, foi lançado em 17 de maio de 2010. A trilha sonora estreou na segunda posição na parada americana de álbuns Billboard 200, com vendas estimadas de 144.000 cópias.
A trilha sonora orquestrada, The Twilight Saga: Eclipse (The Score), foi composta por Howard Shore, que compusera a  trilha sonora da trilogia O Senhor dos Anéis (2001-2003).